# Station spatiale en forme de roue tournant sur elle-même

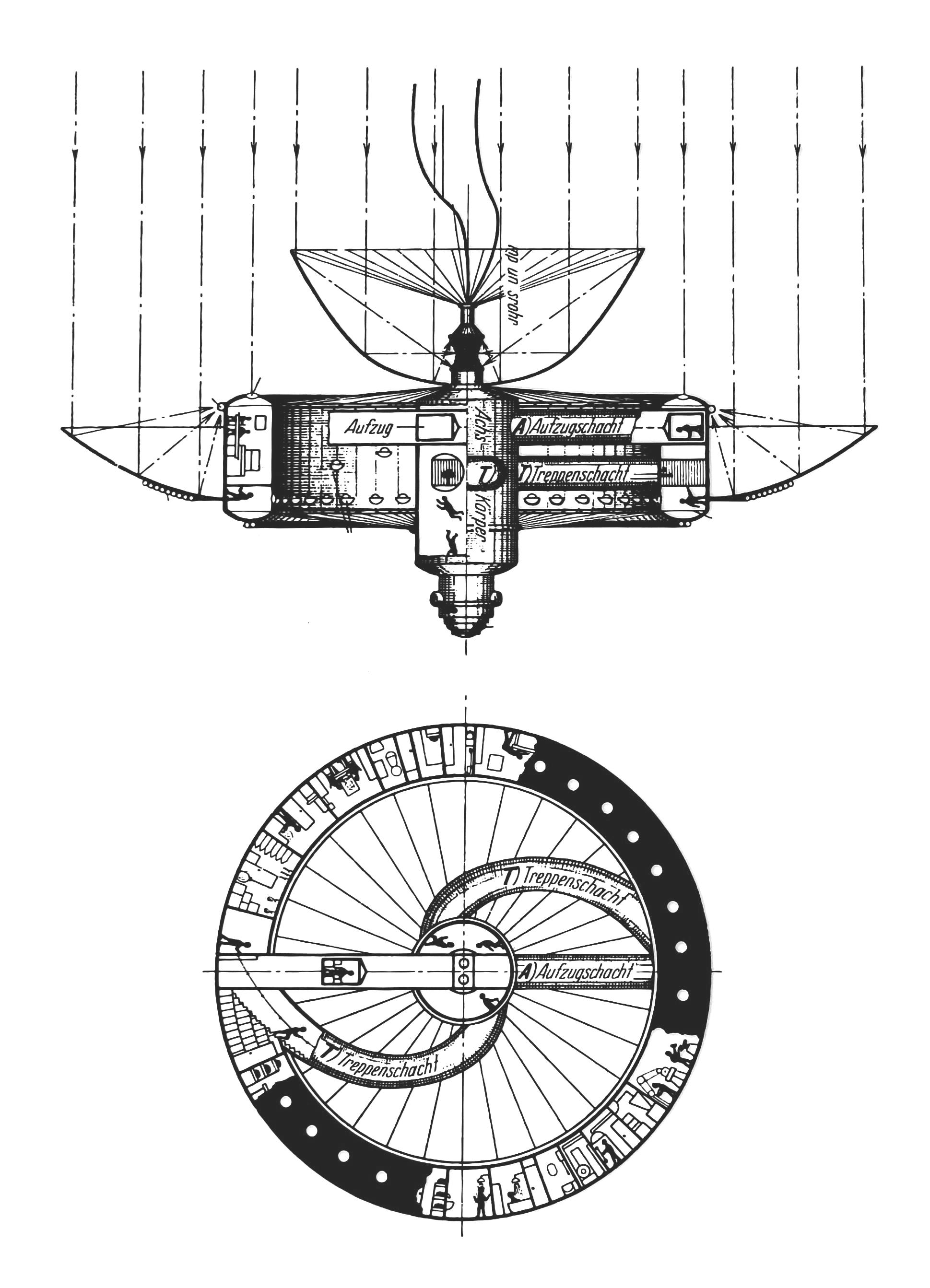
Description d'une station spatiale en forme de roue dans Das Problem der Befahrung des Weltraums (1929) de Herman Potočnik.

Une station spatiale en forme de roue tournant sur elle-même est une hypothèse de station spatiale en forme de roue qui pourrait créer une gravité artificielle en tournant. Si la station était en rotation, l'inertie et la force centrifuge entraîneraient des objets à être pressés contre la jante extérieure de la « roue », dans le cadre en rotation de la station spatiale, la force centrifuge donnerait une accélération similaire à la gravité.

## Historique

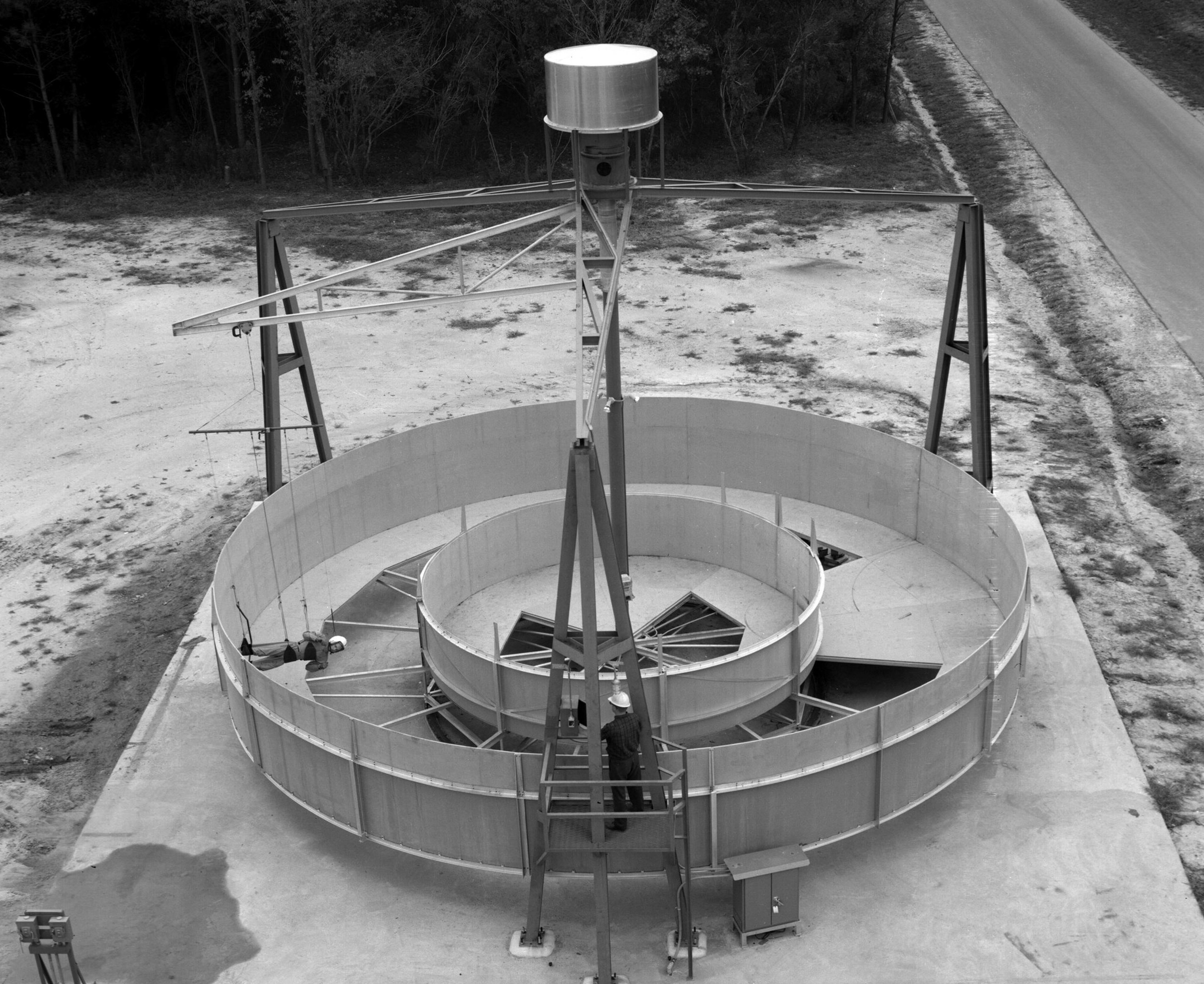
Un ingénieur de la NASA se promène en apesanteur simulée autour d'une maquette à l'échelle 1 de 7.3 m de diamètre de la station spatiale en 1964.

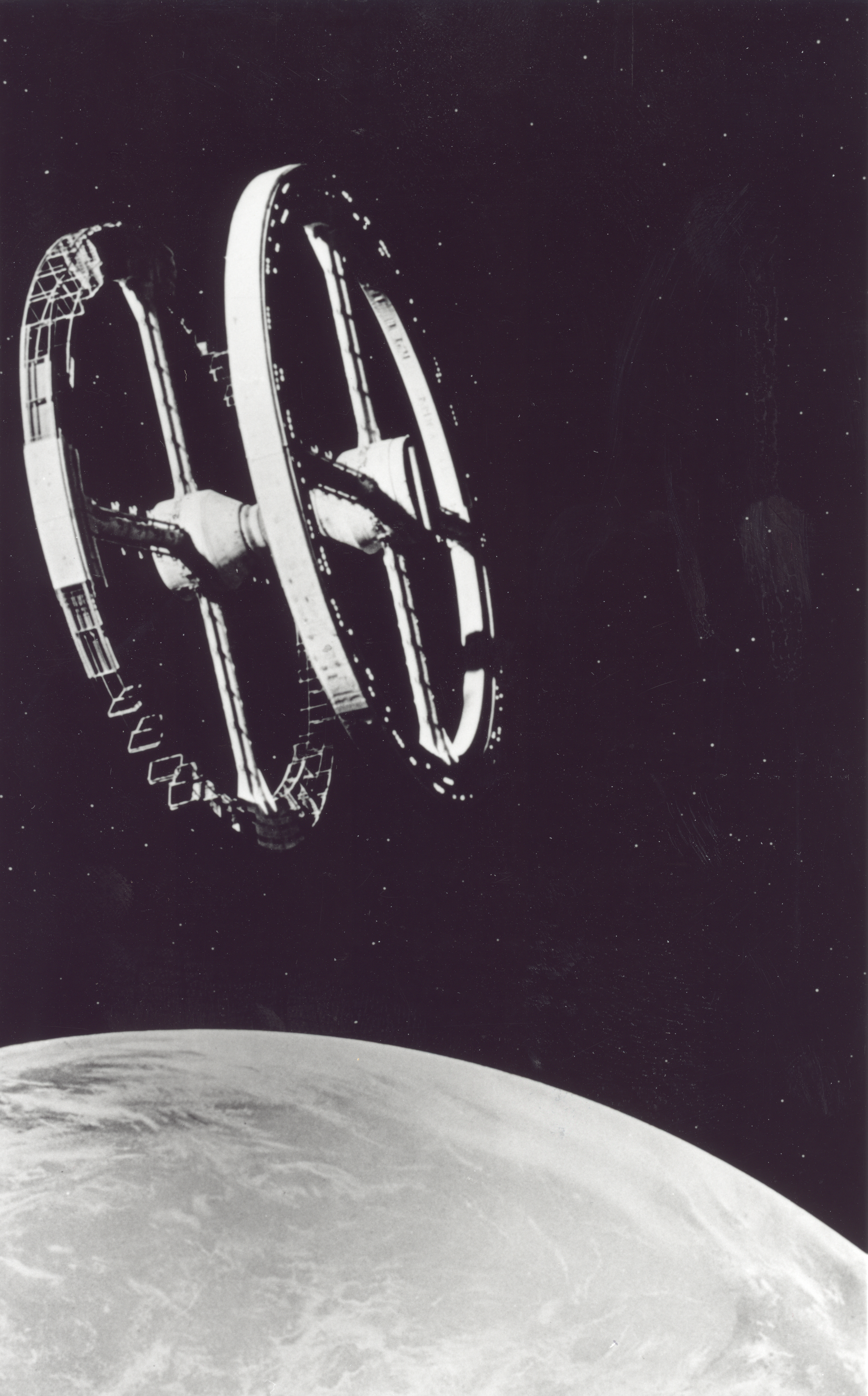
La station spatiale V de 2001, l'Odyssée de l'espace.

Les scientifiques et les écrivains de science-fiction ont pensé à ce concept depuis le début du XXe siècle. Konstantin Tsiolkovski écrivit sur l'utilisation de la rotation pour créer une gravité artificielle dans l'espace en 1903. Herman Potočnik introduit une station rouet de 30 mètres de diamètre dans son Das Problem der Befahrung des Weltraums (« Le problème du vol spatial »). Il a même suggéré qu'elle soit placée sur une orbite géostationnaire.
Dans les années 1950, Wernher von Braun et Willy Ley, écrivant dans le magazine Collier's, ont mis à jour l'idée, en partie comme un moyen de mettre en scène un vaisseau à destination de Mars. Ils ont imaginé une roue en rotation avec un diamètre de 76 mètres. La roue 3-pont tournerait à 3 tr/min pour fournir une gravité artificielle d'un tiers. Elle a été envisagée comme ayant un équipage de 80 membres.
En 1959, un comité de la NASA était d'avis qu'une telle station spatiale était la prochaine étape logique après le programme Mercury. Le tore de Stanford, proposé par la NASA en 1975, est une version énorme du même concept, qui pourrait abriter une ville entière.
La NASA n'a jamais tenté de construire une station spatiale en forme de roue en rotation, pour plusieurs raisons. Tout d'abord, une telle station serait très difficile à construire, compte tenu de la capacité de lancement limitée à la disposition des États-Unis et des autres nations spatiales. L'assemblage d'une telle station présente des obstacles considérables, qui, bien que pas au-delà des capacités techniques de la NASA, serait au-delà des budgets disponibles. Deuxièmement, la NASA estime que la station spatiale actuelle, l'ISS, pour être utile comme laboratoire en gravité zéro, et son environnement en microgravité a été un choix conscient.

## Dans la fiction
Une célèbre station spatiale de fiction de ce genre est la Station spatiale V, qui apparaît dans le film 2001, l'Odyssée de l'espace.